# Königshof Zizers

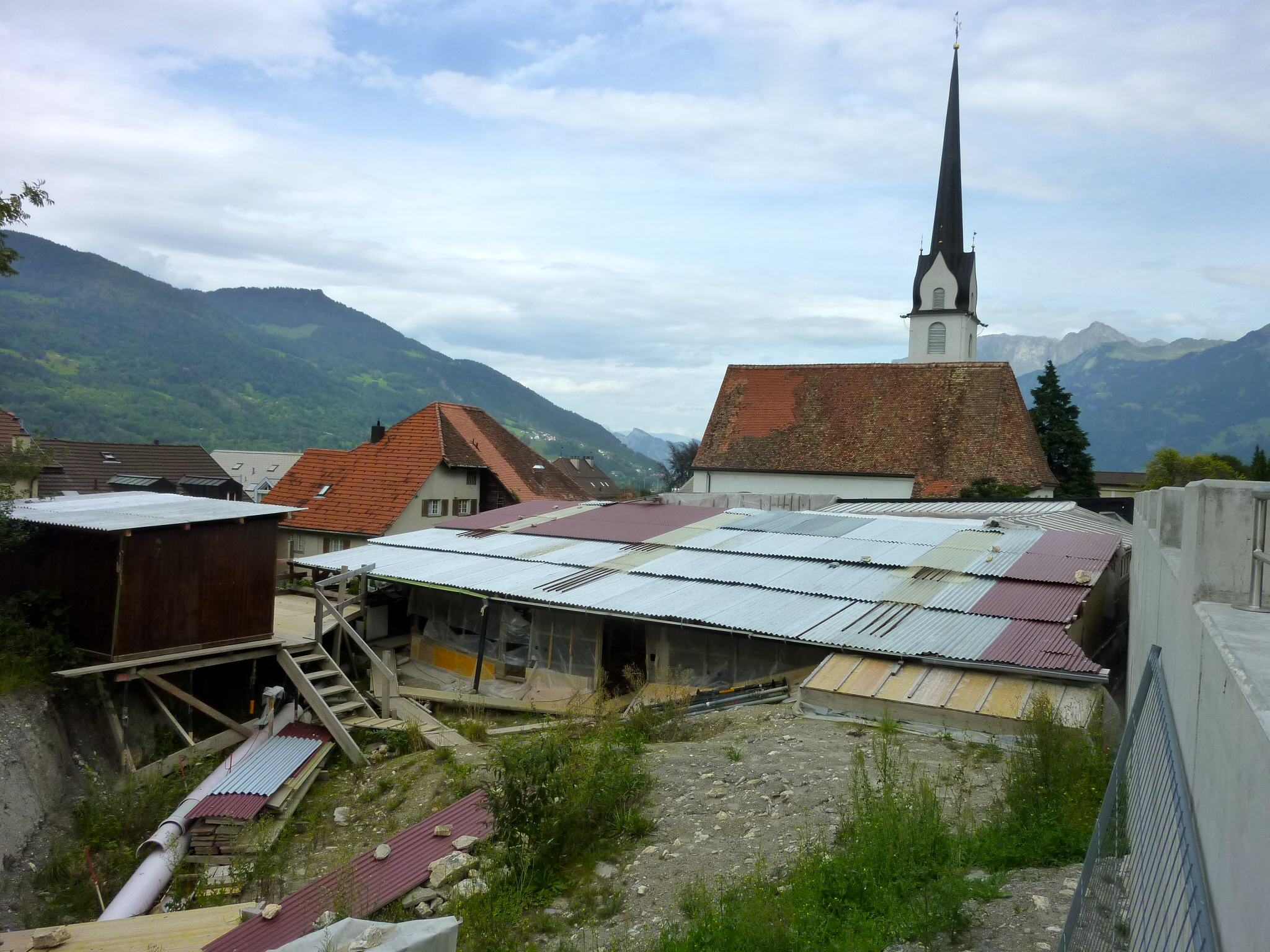
Situation an der Ausgrabungsstelle im Jahre 2011

Der Königshof Zizers ist eine archäologische Fundstelle in Zizers im Churer Rheintal im Kanton Graubünden.

## Entdeckung
Die Ruinen kamen im Jahr 2003 bei Sondierbohrungen für ein Bauprojekt auf der Wiese Schlossbungert südlich der reformierten Dorfkirche zum Vorschein.

## Bedeutung und Geschichte
Es handelt sich nach dem Zürcher Lindenhof um einen der wenigen historisch wie archäologisch nachgewiesenen Profanbauten aus karolingisch-ottonischer Zeit auf Schweizer Boden. Aufgrund seiner Lage und Dimension diente der Königshof in Zizers in karolingisch-ottonischer Zeit wohl nur als Wirtschaftshof und gelegentliche Durchreisestation in den Zeiten der Reiseherrschaft, zumal er an einer der Routen für die Italienzüge der römisch-deutschen Könige lag. Die Königspfalz in Zürich war weitaus grösser und diente längeren Aufenthalten. 
Zum Zweck der Personenbindung dürfte Otto I. den Königshof Zizers 955 dem Bischof Hartpert von Chur geschenkt haben, wobei er zum ersten Mal urkundlich erscheint. Die Ruinen erstrecken sich bis zur reformierten Kirche. Sie sind rund 25 Meter lang und 13 Meter breit. Der vermutlich zweistöckige Bau wurde in mehreren Etappen zu einem mehrräumigen Wohn- und Arbeitsgebäude umgebaut.
Verkohlte Balken zeugen von mehreren Brandereignissen. Irgendwann war der grosse Bau nicht mehr zu unterhalten und zerfiel. Teile des Gebäudeinneren wurden anschliessend als Friedhof benutzt, aus den Aussenmauern wurden Umfassungsmauern.
Kleinfunde aus römischer Zeit weisen darauf hin, dass an dieser Stelle bereits früher ein Dorf (Vicus) oder ein Römischer Gutshof stand.

## Heutige Nutzung
Die Ausgrabungsstätte wurde überdacht und vom Archäologischen Dienst Graubünden erforscht und rekonstruiert. Erster Ausgrabungsleiter war Mathias Seifert; ihm folgte von 2009 bis 2013 Jürg Spadin. Die Grabungen wurden 2013 beendet. Derzeit wird ein Nachnutzungskonzept erarbeitet.

### Denkmalschutz
Die Eidgenossenschaft erklärte die Grabungsstelle zu einem Fund von nationaler Bedeutung, als im Mai 2010 der Befund zum historischen Ausmass der Entdeckung feststand.